# Vessige socken
Vessige socken i Halland ingick i Årstads härad, ingår sedan 1971 i Falkenbergs kommun och motsvarar från 2016 Vessige distrikt.
Socknens areal är 60,81 kvadratkilometer, varav 58,02 land. År 2000 fanns här 723 invånare. Tätorten  Vessigebro med sockenkyrkan Vessige kyrka ligger i socknen. 

## Administrativ historik
Vessige socken har medeltida ursprung.
Vid kommunreformen 1862 övergick socknens ansvar för de kyrkliga frågorna till Vessige församling och för de borgerliga frågorna till Vessige landskommun.  Landskommunen senare inkorporerades 1952 i Vessigebro landskommun som 1971 uppgick i Falkenbergs kommun.
1 januari 2016 inrättades distriktet Vessige, med samma omfattning som församlingen hade 1999/2000.  
Socknen har tillhört fögderier och domsagor enligt Årstads härad. De indelta båtsmännen tillhörde Södra Hallands första båtsmanskompani.

## Geografi och natur
Vessige socken ligger kring Ätran, nordost om Falkenberg. Socknen är odlad slättbygd i väster och skogsbygd i öster. De västra delarna ligger under högsta kustlinjen. De består av bördiga lerjordar. De östra delarna låg ovanför kustlinjen och består istället av morän. Största insjö är Sjönevadssjön. Andra sjöar är Barnasjön, Björseredssjön, Härbillingen, Häståsasjön, Iglakärrsjön, Lilla Björsjön, Lillsjön, Långasjö, Perssjön, Sjösgärdessjön, Tussjö och Yxsjö.
Skattagårds naturreservat är ett kommunalt naturreservat.

## Historia
Sjönvad, beläget mellan kyrkbyn Vessigebro och Drängsered, har en lång historia. Mitt i Sjönevadssjön finns den medeltida borgruinen Sjönevadsborg. Den finns omnämnd i Kung Valdemars jordebok (1231) och hade då sju underliggande byar. Det finns en tradition med marknader som går tillbaka till 1200-talet Där fanns även förr ett gästgiveri. I Häståsaberget i närheten av Sjönevad bedrevs mellan 1926 och 1938 brytning av granat. Den stod för en stor del av världsproduktionen av mineralen vintern 1936–37, då produktionen i Spanien låg nere p.g.a. spanska inbördeskriget.
En senare sätesgård var Bjerrome säteri.

### Fornlämningar
Från stenåldern finns omkring 15 boplatser och en hällkista. Från bronsåldern finns cirka 25 högar, gravrösen och skålgropsstenar. Från järnåldern finns gravar, tio mindre gravfält, domarringar och sliprännestenar. En offerkälla är känd vid Jöns Hansgård. På en ö i Sjönevadssjön återfinns den medeltida borgruinen Sjönevadsborg.

## Namnet
Namnet (1288 Wäsöghä) kommer från kyrkbyn. Förleden kan innehålla ett ånamn Väs(a) avseende Lillån som vid kyrkbyn mynnar i Ätran. Efterleden är hög, kanske syftande på den höjd kyrkan ligger på.

## Befolkningsutveckling
| Befolkningsutvecklingen i Vessige socken 1750–1990                                                      | Befolkningsutvecklingen i Vessige socken 1750–1990 | Befolkningsutvecklingen i Vessige socken 1750–1990 | Befolkningsutvecklingen i Vessige socken 1750–1990 | Befolkningsutvecklingen i Vessige socken 1750–1990 |
| --- | -------------------------------------------------- | -------------------------------------------------- | -------------------------------------------------- | -------------------------------------------------- |
| |                                                    |                                                    |                                                    |                                                    |
| År |                                                    |                                                    | Folkmängd                                          |                                                    |
| 1750 | 1750                                               |                                                    | 616                                                |                                                    |
| 1760 | 1760                                               |                                                    | 669                                                |                                                    |
| 1769 | 1769                                               |                                                    | 627                                                |                                                    |
| 1780 | 1780                                               |                                                    | 705                                                |                                                    |
| 1790 | 1790                                               |                                                    | 717                                                |                                                    |
| 1800 | 1800                                               |                                                    | 796                                                |                                                    |
| 1810 | 1810                                               |                                                    | 846                                                |                                                    |
| 1820 | 1820                                               |                                                    | 874                                                |                                                    |
| 1830 | 1830                                               |                                                    | 884                                                |                                                    |
| 1840 | 1840                                               |                                                    | 925                                                |                                                    |
| 1850 | 1850                                               |                                                    | 960                                                |                                                    |
| 1860 | 1860                                               |                                                    | 1 170                                              |                                                    |
| 1870 | 1870                                               |                                                    | 1 269                                              |                                                    |
| 1880 | 1880                                               |                                                    | 1 313                                              |                                                    |
| 1890 | 1890                                               |                                                    | 1 142                                              |                                                    |
| 1900 | 1900                                               |                                                    | 1 192                                              |                                                    |
| 1910 | 1910                                               |                                                    | 1 156                                              |                                                    |
| 1920 | 1920                                               |                                                    | 1 185                                              |                                                    |
| 1930 | 1930                                               |                                                    | 1 049                                              |                                                    |
| 1940 | 1940                                               |                                                    | 1 125                                              |                                                    |
| 1950 | 1950                                               |                                                    | 1 018                                              |                                                    |
| 1960 | 1960                                               |                                                    | 956                                                |                                                    |
| 1970 | 1970                                               |                                                    | 818                                                |                                                    |
| 1980 | 1980                                               |                                                    | 721                                                |                                                    |
| 1990 | 1990                                               |                                                    | 756                                                |                                                    |
| Anm: Källor: Umeå universitet - Tabellverket 1749-1859, Demografiska databasen, CEDAR, Umeå universitet |                                                    |                                                    |                                                    |                                                    |